# Miloš Lačný
Miloš Lačný (Levoča, 8 marzo 1988) è un calciatore slovacco, attaccante del Spišská Nová Ves.

## Caratteristiche tecniche
Prima punta, può agire anche da esterno d'attacco sulla fascia destra.

## Carriera

### Club
Alla sua prima stagione da titolare, all'età di 20 anni, si fa notare nel campionato slovacco con la maglia del Ruzomberok, mettendo a segno 11 gol in 25 giornate, piazzandosi terzo tra i marcatori al termine del torneo: il 30 maggio 2009, all'ultima giornata di campionato, firma una tripletta ai danni dello Slovan Bratislava (5-1). È notato e acquistato dal club ceco dello Sparta Praga, che gli fa fare una ventina di spezzoni (gioca solamente una gara per novanta minuti interi), prima di relegarlo alla squadra riserve. Successivamente, l'attaccante è ceduto in prestito prima allo Slovan Bratislava, poi agli scozzesi del Dundee United. Il 4 aprile 2013 passa a costo zero in Bielorussia. Il 10 luglio dello stesso anno torna in patria, al Ruzomberok. Sigla 11 reti in 16 turni di campionato, tra cui una tripletta al Nitra (4-0), per poi passare ai kazaki del Kairat guidati dal connazionale Vladimir Weiss il 17 febbraio 2014, terminando anticipatamente la sua stagione nel campionato slovacco: a fine anno è sesto nella classifica capocannonieri.
L'avventura in Kazakistan non è fortunata, nonostante l'ampio minutaggio offerto dall'allenatore a Lačný, che segna un solo gol in undici turni di campionato. Il 20 gennaio 2015 firma con i polacchi dello Slask Breslavia. In Polonia non riesce a sbloccarsi, decide così di ritornare per una seconda volta al Ruzomberok: va a segno in 10 occasioni, raggiungendo il settimo posto tra i marcatori del torneo. Il 28 ottobre 2016 firma un poker di reti nella coppa nazionale contro lo Slovan Šimonovany (1-7).
Il primo settembre 2017 conclude la sua esperienza al Ruzomberok e si trasferisce al Žilina: esordisce il 13 settembre in Coppa nazionale contro il Zavazna Poruba (0-11) firmando una tripletta.
Il primo luglio 2019 si svincola e rimane momentaneamente senza contratto.

### Nazionale
Ha giocato nella nazionale slovacca Under-21.

## Statistiche

### Presenze e reti nei club
Statistiche aggiornate al 13 settembre 2017.
| Stagione             | Squadra              | Campionato           | Campionato | Campionato | Coppe nazionali | Coppe nazionali | Coppe nazionali | Coppe continentali | Coppe continentali | Coppe continentali | Altre coppe | Altre coppe | Altre coppe | Totale | Totale |
| Stagione             | Squadra              | Comp                 | Pres       | Reti       | Comp            | Pres            | Reti            | Comp               | Pres               | Reti               | Comp        | Pres        | goal        | Pres   | Reti   |
| -------------------- | -------------------- | -------------------- | ---------- | ---------- | --------------- | --------------- | --------------- | ------------------ | ------------------ | ------------------ | ----------- | ----------- | ----------- | ------ | ------ |
| 2006-2007            | Ružomberok           | SL                   | 2          | 0          | CS              | ?               | ?               | -                  | -                  | -                  | -           | -           | -           | 2+     | +0     |
| 2007-2008            | Ružomberok           | SL                   | 4          | 0          | CS              | ?               | ?               | -                  | -                  | -                  | -           | -           | -           | 4+     | +0     |
| 2008-2009            | Ružomberok           | SL                   | 25         | 11         | CS              | ?               | ?               | -                  | -                  | -                  | -           | -           | -           | 25+    | +11    |
| lug.-dic. 2009       | Ružomberok           | SL                   | 18         | 5          | CS              | ?               | ?               | -                  | -                  | -                  | -           | -           | -           | 18+    | +5     |
| gen.-giu 2010        | Sparta Praga         | 1L                   | 10         | 0          | CRC             | 2               | 0               | -                  | -                  | -                  | -           | -           | -           | 12     | 0      |
| 2010-2011            | Sparta Praga         | 1L                   | 5          | 0          | -               | -               | -               | UCL+UEL            | 4+0                | 0                  | SRC         | 1           | 0           | 10     | 0      |
| Totale Sparta Praga  | Totale Sparta Praga  | Totale Sparta Praga  | 15         | 0          |                 | 2               | 0               |                    | 4                  | 0                  |             | 1           | 0           | 22     | 0      |
| ago.-dic. 2011       | Slovan Bratislava    | SL                   | 12         | 2          | CS              | 1               | 0               | UEL                | 8                  | 2                  | -           | -           | -           | 21     | 4      |
| gen.-giu. 2012       | Dundee Utd           | SP                   | 4          | 1          | SC              | 2               | 0               | -                  | -                  | -                  | -           | -           | -           | 6      | 1      |
| lug.-dic. 2012       | Dundee Utd           | SPL                  | 2          | 0          | SC              | 0               | 0               | -                  | -                  | -                  | -           | -           | -           | 2      | 0      |
| Totale Dundee United | Totale Dundee United | Totale Dundee United | 6          | 1          |                 | 2               | 0               |                    | -                  | -                  |             | -           | -           | 8      | 1      |
| apr.-lug. 2013       | Nëman                | VL                   | 11         | 3          | -               | -               | -               | -                  | -                  | -                  | -           | -           | -           | 11     | 3      |
| lug. 2013-feb. 2014  | Ružomberok           | SL                   | 16         | 11         | CS              | 3               | 2               | -                  | -                  | -                  | -           | -           | -           | 19     | 13     |
| feb.-dic. 2014       | Qairat               | QPL                  | 11         | 1          | CK              | 1               | 0               | -                  | -                  | -                  | -           | -           | -           | 12     | 1      |
| 2014-2015            | Śląsk Breslavia      | E                    | 6          | 0          | CP              | 1               | 0               | -                  | -                  | -                  | -           | -           | -           | 7      | 0      |
| set. 2015-2016       | Ružomberok           | SL                   | 24         | 10         | CS              | 5               | 2               | -                  | -                  | -                  | -           | -           | -           | 29     | 12     |
| 2016-2017            | Ružomberok           | SL                   | 28         | 6          | CS              | 1               | 4               | -                  | -                  | -                  | -           | -           | -           | 28     | 10     |
| lug.-set. 2017       | Ružomberok           | SL                   | 4          | 1          | CS              | -               | -               | UEL                | 4                  | 0                  | -           | -           | -           | 8      | 1      |
| Totale Ružomberok    | Totale Ružomberok    | Totale Ružomberok    | 116        | 43         |                 | 9+              | 8+              |                    | 4                  | 0                  |             | -           | -           | 129+   | 51+    |
| set. 2017-2018       | Žilina               | SL                   | 0          | 0          | CS              | 1               | 3               | -                  | -                  | -                  | -           | -           | -           | 1      | 3      |
| Totale carriera      | Totale carriera      | Totale carriera      | 177        | 50         |                 | 17+             | 11+             |                    | 16                 | 2                  |             | 1           | 0           | 211+   | 63+    |

## Palmarès

### Club
- Campionato ceco: 1

Sparta Praga: 2009-2010
- Supercoppa della Repubblica Ceca: 1

Sparta Praga: 2010